# 대한지질도
대한지질도(大韓地質圖)는 대전광역시 유성구, 한국지질자원연구원에서 소장하고 있는 지질도이다. 2014년 9월 2일 국가등록문화재 제604호로 지정되었다.

## 개요
국내 조사자에 의해 제작된 최초의 1:100 만 한국지질도로서 희귀성이 높으며, 이에 따라 향후 이를 온전히 보존해야 할 가치를 지니고 있다.
한국에서 최초로 제작된 1:100 만 대한지질도는 한반도 전체의 지질분포를 이해할 수 있는 학술적 가치와 희귀성을 갖고 있다.
대한지질도는 광복 직후 근대 학문의 하나인 지질학을 기념하거나 상징하는 가치가 있으며, 지질탐사와 같은 기술의 발전 등 그 시대를 이해하는 데 중요한 가치를 지니고 있다.

## 같이 보기
- 한국의 지질 - 문서 내 지질도를 참조
- 한국지질자원연구원
- 조선지질도
- 지질도

## 참고 자료
- 대한지질도 - 국가유산청 국가유산포털